# Hylte bruk

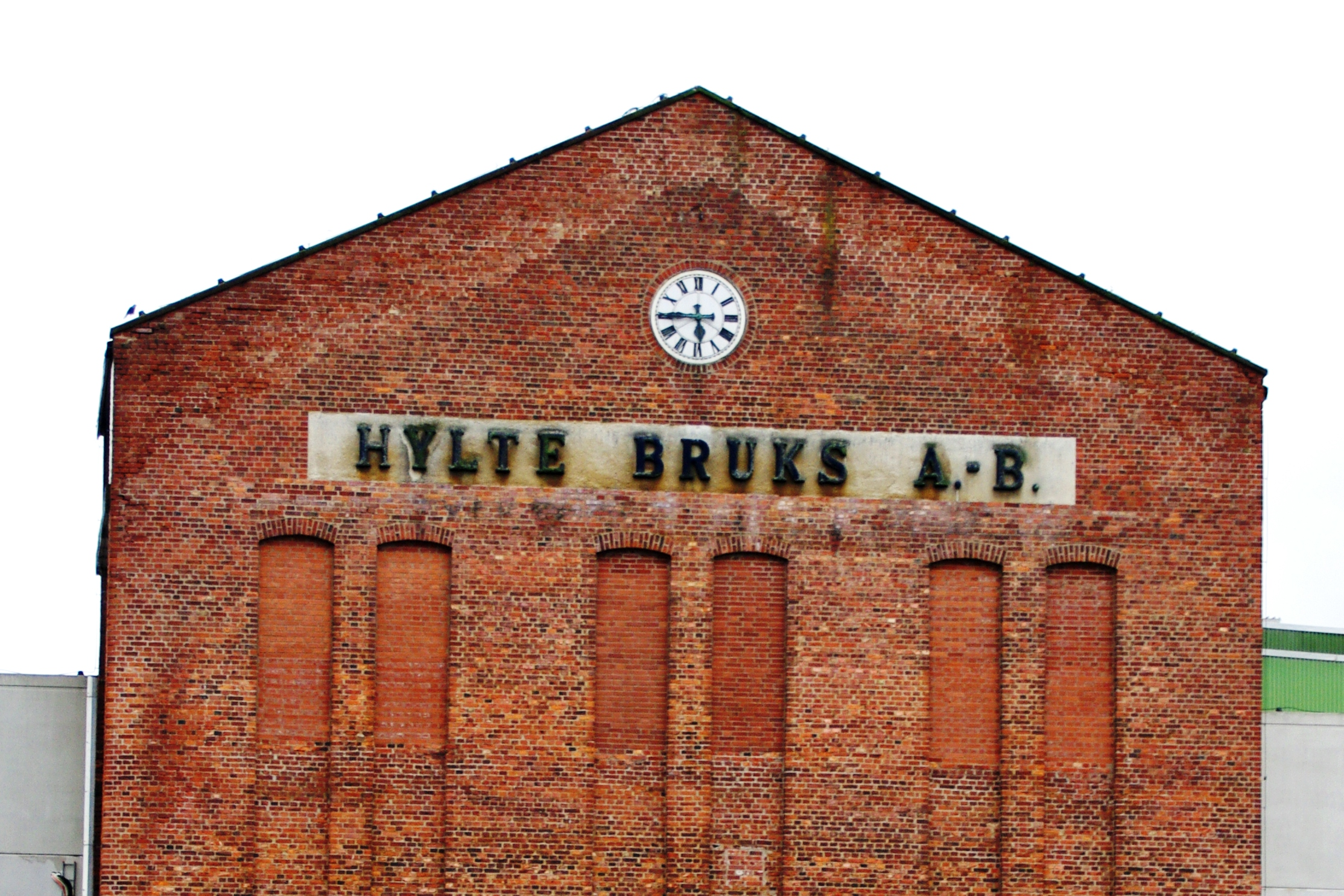
Fabriksbyggnad på Hylte bruk.

Hylte bruk är ett av världens, till ytan, största tidningspappersbruk med en kapacitet på 250 000 ton/år, beläget i Hyltebruk vid ån Nissan i Hylte kommun. Fabriken i Hyltebruk har idag (2025) ca 270 anställda och är en av de största privata arbetsgivarna i Hallands län.
År 1907 startades verksamheten som Hylte Bruks AB. År 1947 blev detta ett dotterbolag till AB Papyrus. I samband med att Papyrus 1987 köptes upp av Stora-koncernen bytte Hylte bruk namn till Stora Feldmühle Hylte AB. År 1998 blev Stora en del av Stora Enso och bruket gick därför under namnet Stora Enso Hylte AB.
I april 2023 övertogs pappersbruket av Sweden Timber som fortsätter papperstillverkningen i dotterbolaget Hylte Paper.